# Paseo de La Cruz y El Mar

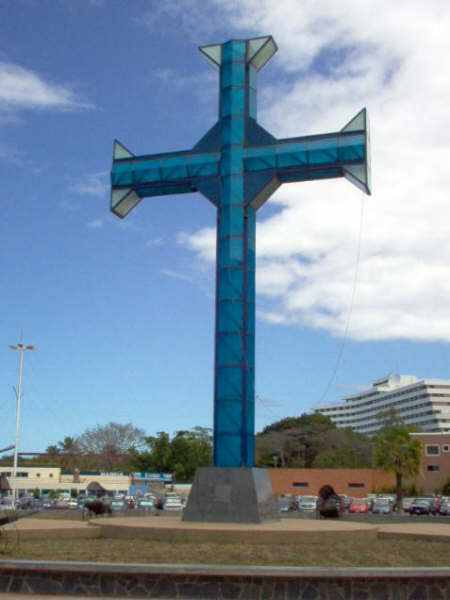
Cruz del Paseo Colón, icono de la ciudad

El Paseo Colón también conocido como Paseo de la Cruz y el Mar es un amplio paseo ubicado al norte de Puerto La Cruz, ciudad del noroeste de Venezuela. Fue inaugurado el 3 de mayo de 1967. Es conocido con ese nombre debido a la plaza que en honor a Cristóbal Colón se levantaba en el lado oriental del paseo. El paseo tiene hoy en  día una amplia avenida y un amplio espacio peatonal. En este espacio se ubican los tradicionales artesanos de Puerto La Cruz. El Paseo Colón es un lugar de referencia obligada para todos los turistas que visitan la ciudad. Allí se encuentra un importante embarcadero que sirve de punto de acceso para las islas del Parque nacional Mochima.

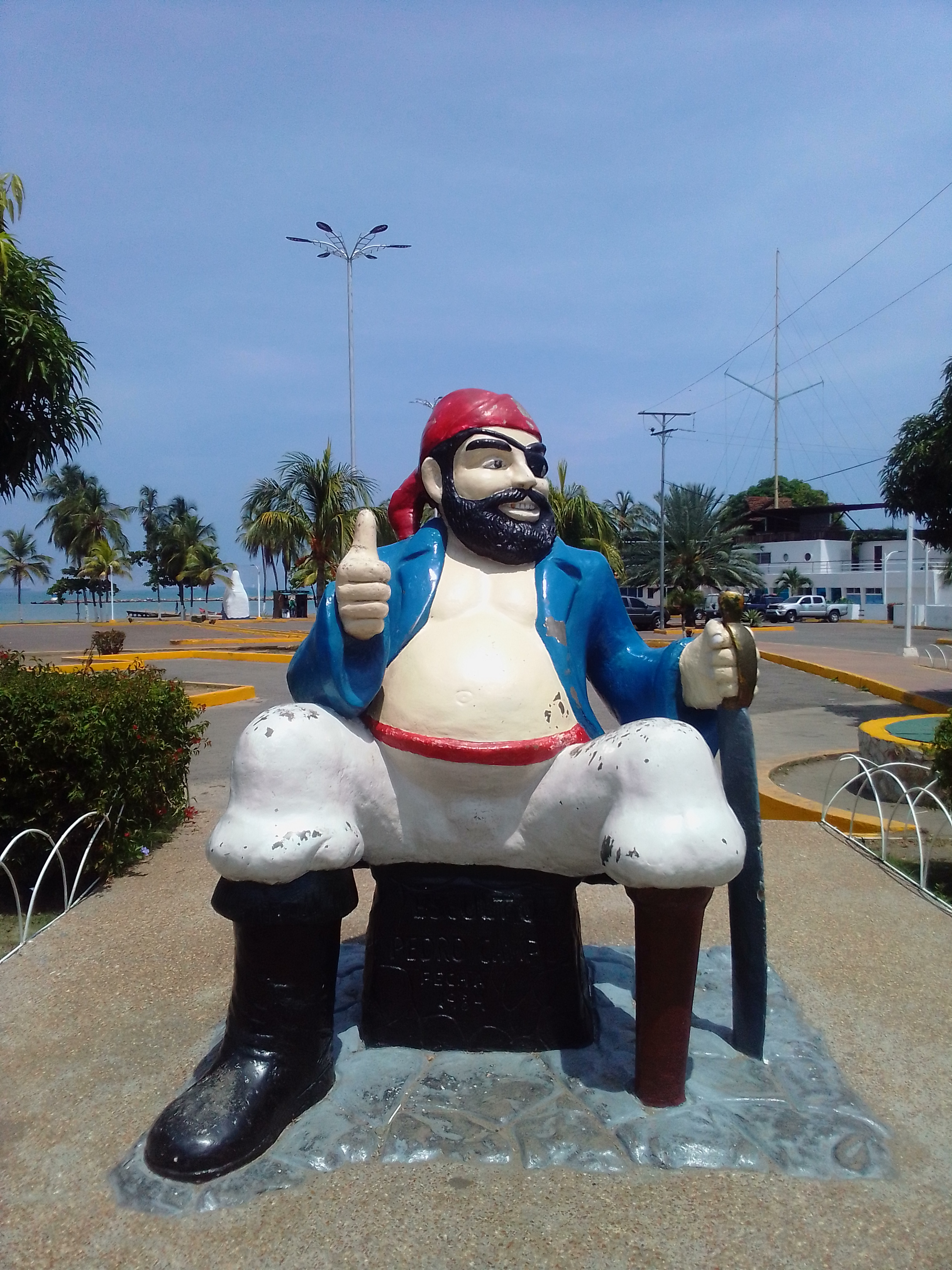
Escultura del pirata del escultor Pedro Campos.

El Paseo Colón fue por mucho tiempo el punto de reunión de las familias portocruzanas para el encuentro y esparcimiento. Muchos restaurantes deleitaron con su variedad gastronómica a propios y extraños. 
En el Paseo Colón se encuentra franquicias tales como: farmatodo, McDonald's, entre otros restaurantes